# Gynoplistia (Gynoplistia) nematomera
Gynoplistia (Gynoplistia) nematomera is een tweevleugelige uit de familie steltmuggen (Limoniidae). De soort komt voor in het Australaziatisch gebied.